# داکایس
داکایس شهری در شهرستان فارا در استان باله در بورکینافاسوی جنوبی است و جمعیت آن ۷۱۸ نفر است.